# Đông Hòa, thành phố Thanh Hóa
Đông Hòa là một xã thuộc thành phố Thanh Hóa, tỉnh Thanh Hóa, Việt Nam.

## Địa lý
Xã Đông Hòa nằm ở phía tây thành phố Thanh Hóa, có vị trí địa lý:
- Phía đông giáp các xã Đông Minh, Đông Yên
- Phía tây giáp xã Đông Ninh
- Phía nam giáp huyện Triệu Sơn
- Phía bắc giáp các xã Đông Minh, Đông Ninh.

Xã Đông Hòa có diện tích tự nhiên 5,57 km², quy mô dân số năm 2022 là 5.896 người, mật độ dân số đạt 1.059 người/km². Dân cư sinh sống tại Đông Hòa chủ yếu là người Kinh.

## Lịch sử
Năm 420, địa phận xã Đông Hòa ngày nay có tên là Đông Phố (Đồng Pho), là lỵ sở của quận Cửu Chân. Từ thời Nhà Nguyễn đến trước Cách mạng tháng Tám, thuộc tổng Thạch Khê, phủ Đông Sơn.
Năm 1946, 7 tổng thuộc huyện Đông Sơn giải thể và chia thành 22 xã, trong đó có xã Đồng Pho. Năm 1948, sáp nhập hai xã Đồng Minh và Đồng Pho thành xã Đông Hòa. Đến năm 1954, xã Đông Hòa được chia thành các xã Đông Hòa và Đông Minh cùng thuộc huyện Đông Sơn, xã Đông Hòa mới tương ứng với xã Đồng Pho trước đó.
Ngày 5 tháng 7 năm 1977, nhập 16 xã hữu ngạn sông Chu thuộc huyện Thiệu Hóa với huyện Đông Sơn thành huyện Đông Thiệu, xã Đông Hòa thuộc huyện Đông Thiệu. Đến ngày 30 tháng 8 năm 1982, xã trở lại thuộc huyện Đông Sơn do huyện Đông Thiệu đổi tên thành.
Năm 2018, xã Đông Hòa có 12 thôn, đánh số từ 1 đến 12 tương ứng với các làng: Minh, Phú, Hiền, Thư, Bình, Chính, Thượng, Tự, Cựu, Tân, Đại, Hòa. Ngày 11 tháng 7 cùng năm, Hội đồng nhân dân tỉnh Thanh Hóa khóa XVII thông qua Nghị quyết về việc sắp xếp thôn, tổ dân phố trên địa bàn tỉnh. Theo đó:
- Nhập thôn 1 và thôn 2 thành thôn Phú Minh
- Nhập thôn 3 và thôn 4 thành thôn Hiền Thư
- Nhập thôn 5 và thôn 6 thành thôn Chính Bình
- Nhập thôn 7 và thôn 12 thành thôn Thượng Hòa
- Nhập thôn 8 và thôn 9 thành thôn Cựu Tự
- Nhập thôn 10 và thôn 11 thành thôn Tân Đại.

Sau sắp xếp, xã Đông Hòa có 6 thôn.
Ngày 24 tháng 10 năm 2024, Ủy ban Thường vụ Quốc hội thông qua Nghị quyết số 1238/NQ-UBTVQH15 (có hiệu lực từ ngày 1 tháng 1 năm 2025). Theo đó, sáp nhập toàn bộ huyện Đông Sơn vào thành phố Thanh Hóa, xã Đông Hòa thuộc thành phố Thanh Hóa.

## Hành chính
Xã Đông Hòa được chia thành 6 thôn: Chính Bình, Cựu Tự, Hiền Thư, Phú Minh, Tân Đại, Thượng Hòa.

## Di chỉ khảo cổ học

### Di chỉ Đông Hòa
Di chỉ khảo cổ học được phát hiện năm 1981 tại xã Đông Hòa. Các hiện vật thu được: 
- đồ đá: nhiều mảnh vòng cỡ, 1 khuyên tai bằng đá ngọc;
- đồ gốm: 12 chiếc nồi to nhỏ có hoa văn hoặc phủ men xám bạc;
- đồ đồng: chiếm một số lượng khá lớn, gồm:
  - kiếm đồng: 1 chiếc dài 82 cm rộng 2,5 cm;
  - giáo đồng: 1 chiếc hình búp đa dài 12 cm, rộng 5 cm;
  - bát đồng: 1 chiếc miệng 16 cm cao 11 cm;
  - thạp đồng: 1 chiếc cỡ nhỏ miệng 18 cm cao 26 cm;
  - trống đồng: 2 chiếc: trống Đông Hòa I, Đông Hòa II.

Trống Đông Hòa I cao 36 cm, đường kính mặt là 38 cm. Chính giữa mặt là ngôi sao nổi 12 cánh. Từ trong ra ngoài có 5 vành hoa văn. Vành 1, 5 văn răng lược, vành 2 chữ N, vành 3 là những vòng tròn chấm giữa, vành 4 có hình chim bay ngược chiều kim đồng hồ. Tang có văn răng lược, lưng có trang trí nhưng không rõ hoa văn. Trống có 4 quai kép trang trí vặn thừng. Thuộc nhóm B, kiểu B2, tức loại Hêgơ sớm.
Trống Đông Hòa II bị vỡ nát phần thân chỉ còn lại mặt, đường kính mặt là 3 cm, mặt tràn ra khỏi tang. Trang trí đơn giản. Chính giữa là ngôi sao nổi 10 cánh. Trong ra ngoài có 5 vành hoa văn gồm các loại răng lược, vòng tròn có chấm và vành 6 chim bay theo hướng ngược chiều kim đồng hồ. Gần rìa có 4 khối cóc ngồi theo hướng ngược chiều kim đồng hồ. Trống này thuộc nhóm C, kiểu C2, tức trống loại Hêgơ.

### Các di chỉ khác
- Di chỉ Bãi Phủ: Di chỉ khảo cổ học được phát hiện tại khu vực trường trung học cơ sở xã Đông Hòa. Hiện vật thu được có: một đồ đá là rìu và ba đồ đồng là rìu xoè cân và dao là mía. Di chỉ có niên đại thuộc văn hoá khảo cổ học Đông Sơn.
- Di chỉ Cồn Sồng: Di chỉ khảo cổ học được phát hiện trên một gò đất rộng tại xã Đông Hòa. Đào thám sát 4 m2, tầng văn hoá dày 0,45 m. Hiện vật có: 1 đồ đá là rìu; 6 đồ đồng là: rìu lưỡi xéo, rìu lưỡi cân, dao găm, lưỡi giáo, chắn tay. Di chỉ có niên đại thuộc văn hoá khảo cổ học Đông Sơn.
- Di chỉ Cồn Trôi: Di chỉ khảo cổ học được phát hiện tại gò Cầu Trôi. Tầng văn hoá từ 0,20 m đến 0,50 m. Hiện vật có 1 trống đồng minh khí và 1 rìu đồng lưỡi cân. Di chỉ có niên đại thuộc văn hoá khảo cổ học Đông Sơn.

## Di tích lịch sử, văn hóa
- Đền thờ Hoàng đế Lê Ngọc, thủ lĩnh cuộc khởi nghĩa Lê Ngọc (608 – 618), thời Tùy
- Đền thờ, bia ký, lăng mộ Quận công Nguyễn Đăng Khoa (thế kỉ XVII)
- Đình Thượng Thọ thờ Quận công Nguyễn Đăng Khoa
- Chùa Phúc Hưng, kiến trúc nghệ thuật thế kỉ XVII
- Từ đường họ Lê, họ Nguyễn Đình, Nguyễn Tài, họ Trần.[14]